# Shea Stadium
William A. Shea Municipal Stadium, más conocido como Shea Stadium fue un estadio multiusos localizado en Flushing, sección del barrio de Queens en Nueva York. Fue la casa de los New York Mets de las Grandes Ligas de Béisbol, desde 1964 hasta 2008, lo que lo convirtió en uno de los estadios más viejos de la liga, así como de los New York Jets de la National Football League desde 1964 hasta 1983.
En 2009, el Shea fue reemplazado por el Citi Field, el cual fue construido en el estacionamiento que se encuentra detrás del jardín izquierdo del Shea. Al concluir la temporada 2008, el Shea Stadium fue demolido.
Hay que recordar que este estadio sirvió como ocupación para uno de los conciertos más emblemáticos de la historia. Cuando la banda británica de rock The Beatles se presentó el 15 de agosto de 1965, en el primer concierto que una banda de música daba en un estadio al aire libre, en dicha ocasión fueron cerca de 55 000 personas las que vieron a The Beatles en el Shea Stadium. (récord superado años más tarde por Elvis Presley en su presentación en Pontiac Silverdome con 60 500 personas) También fue Grand Funk Railroad en 1971 y en el 1982 donde tocaron The Who y The Clash.